# Kuromitsu
Kuromitsu (黒蜜, letterlijk "zwarte honing") is een hele donkere Japanse suikersiroop. Het is vergelijkbaar met melasse, maar dan dunner en milder.
Kuromitsu wordt meestal gemaakt van ongeraffineerde donkerbruine suiker, zoals kokutō (muscovadosuiker) of kurozato (黒砂糖, zwarte suiker uit Okinawa). De donkere suiker wordt met water ingekookt tot siroop.
Het is één van de ingrediënten die wordt gebruikt bij het maken van wagashi (Japanse zoetwaren) en wordt vaak als topping over een gerecht gegoten en met kinako besprenkeld. Bekende combinaties met kuromitsu zijn:
- kuzumochi: een soort mochi traditioneel gemaakt van meel van de kuzu-plant en wordt geserveerd met kinako (geroosterde sojameel) en kuromitsu,
- anmitsu: gekoelde kanten-blokjes, mochi balletjes, anko en fruit geserveerd met kuromitsu,
- mizu shingen mochi: een soort moderne mochi gemaakt van agaragarpoeder en wordt geserveerd met kinako (geroosterde sojameel) en kuromitsu,
- warabimochi: een soort mochi traditioneel gemaakt van meel uit wortels van de warabi-plant en wordt geserveerd met kinako (geroosterde sojameel) en kuromitsu,
- fruit, ijs en andere zoetwaren.

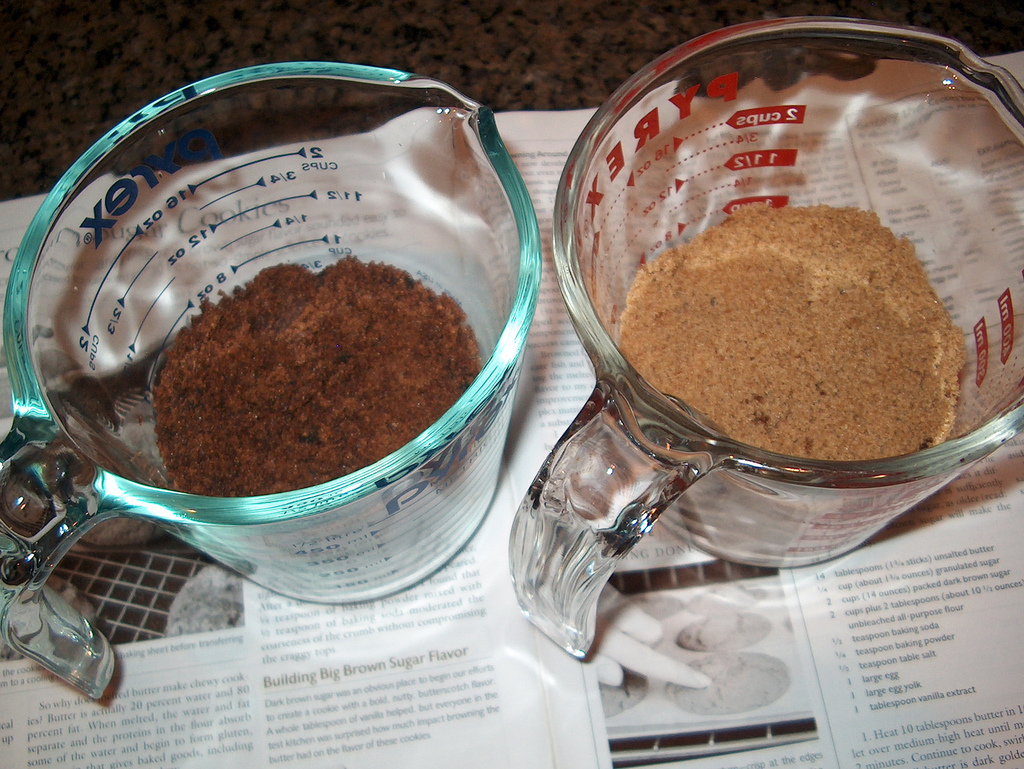
Links muscovadosuiker, rechts bruine suiker
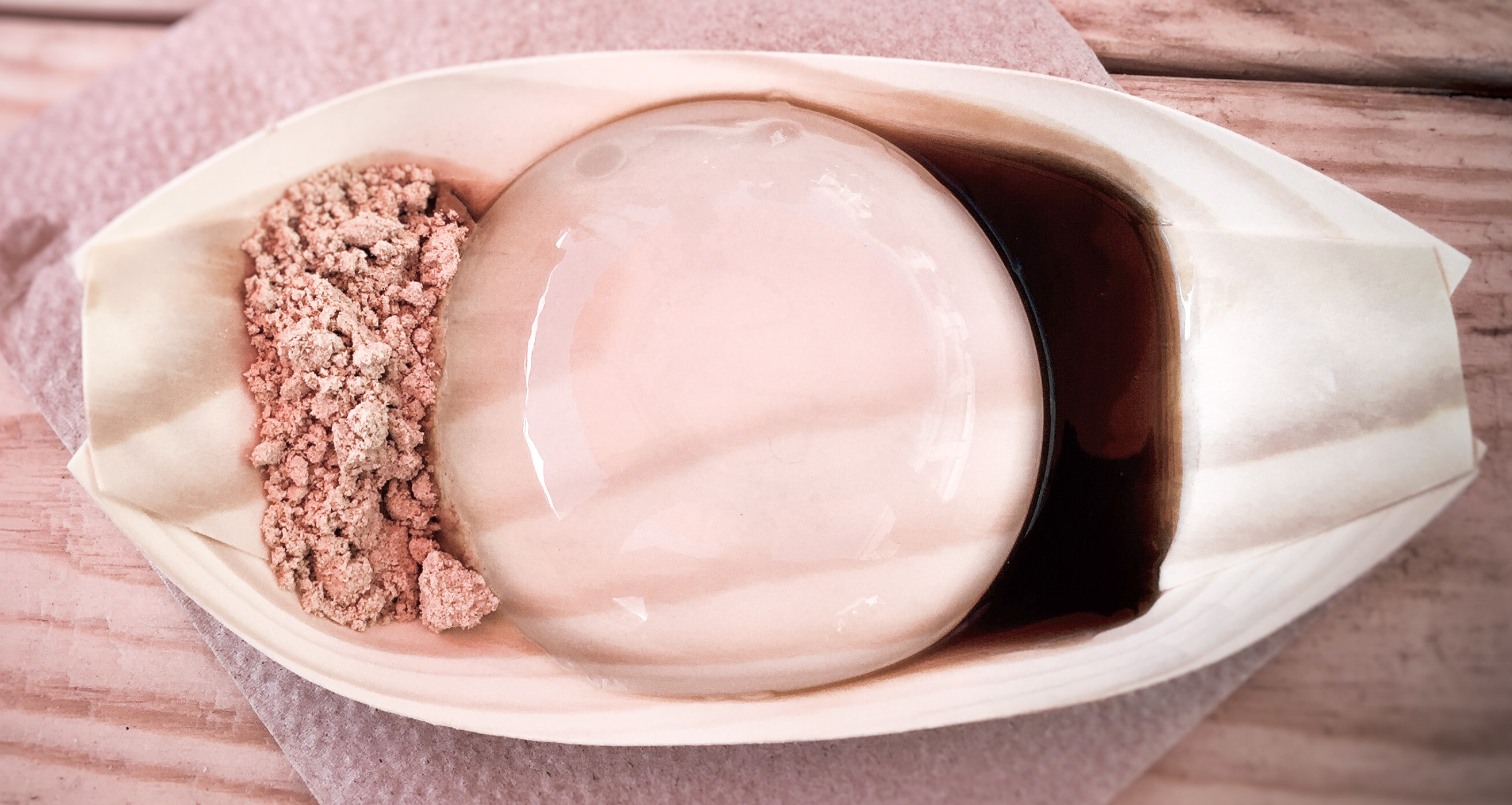
Mizu shingen mochi met kuromitsu en kinako topping.
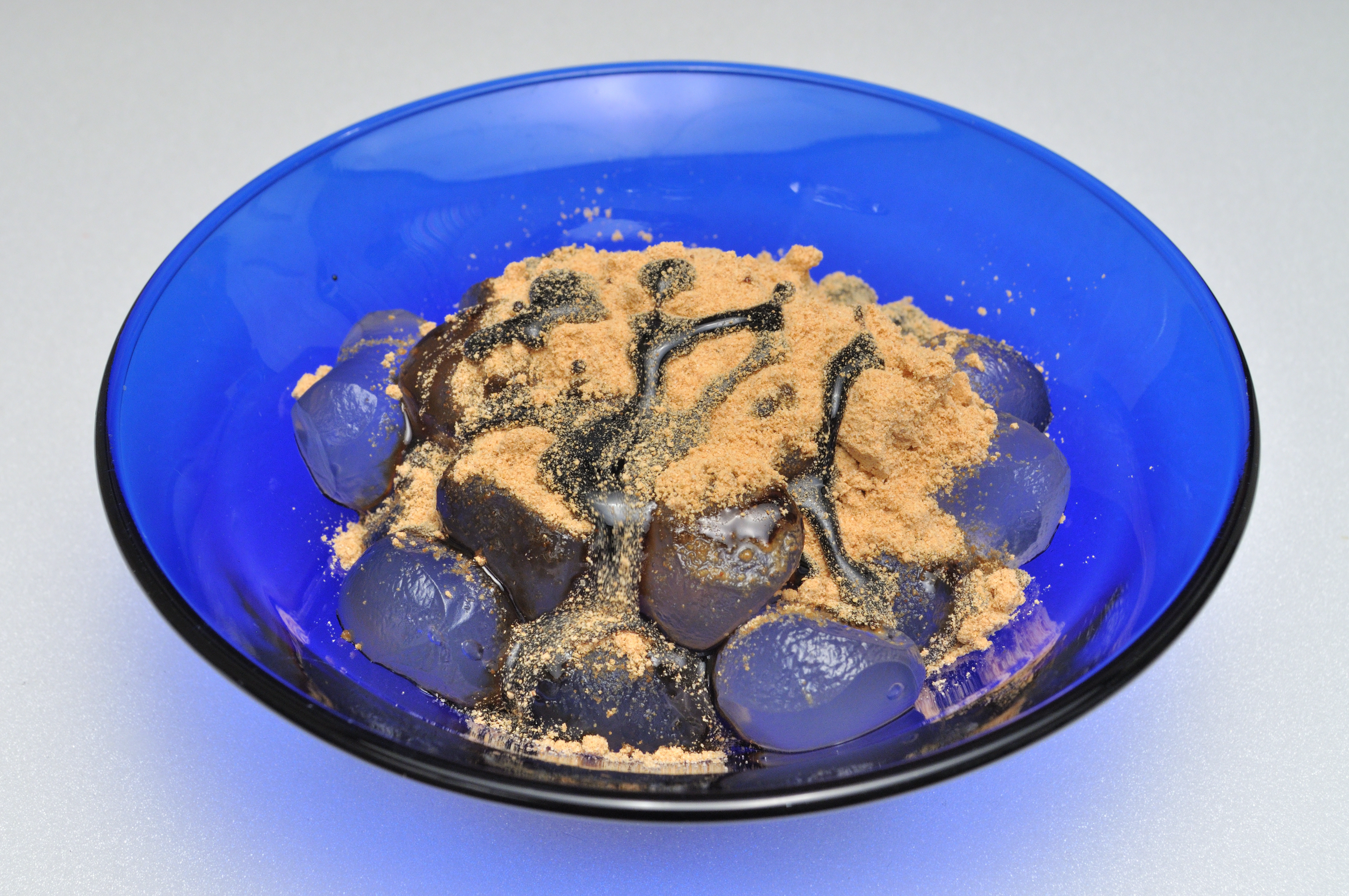
Warabimochi met kuromitsu en kinako topping.
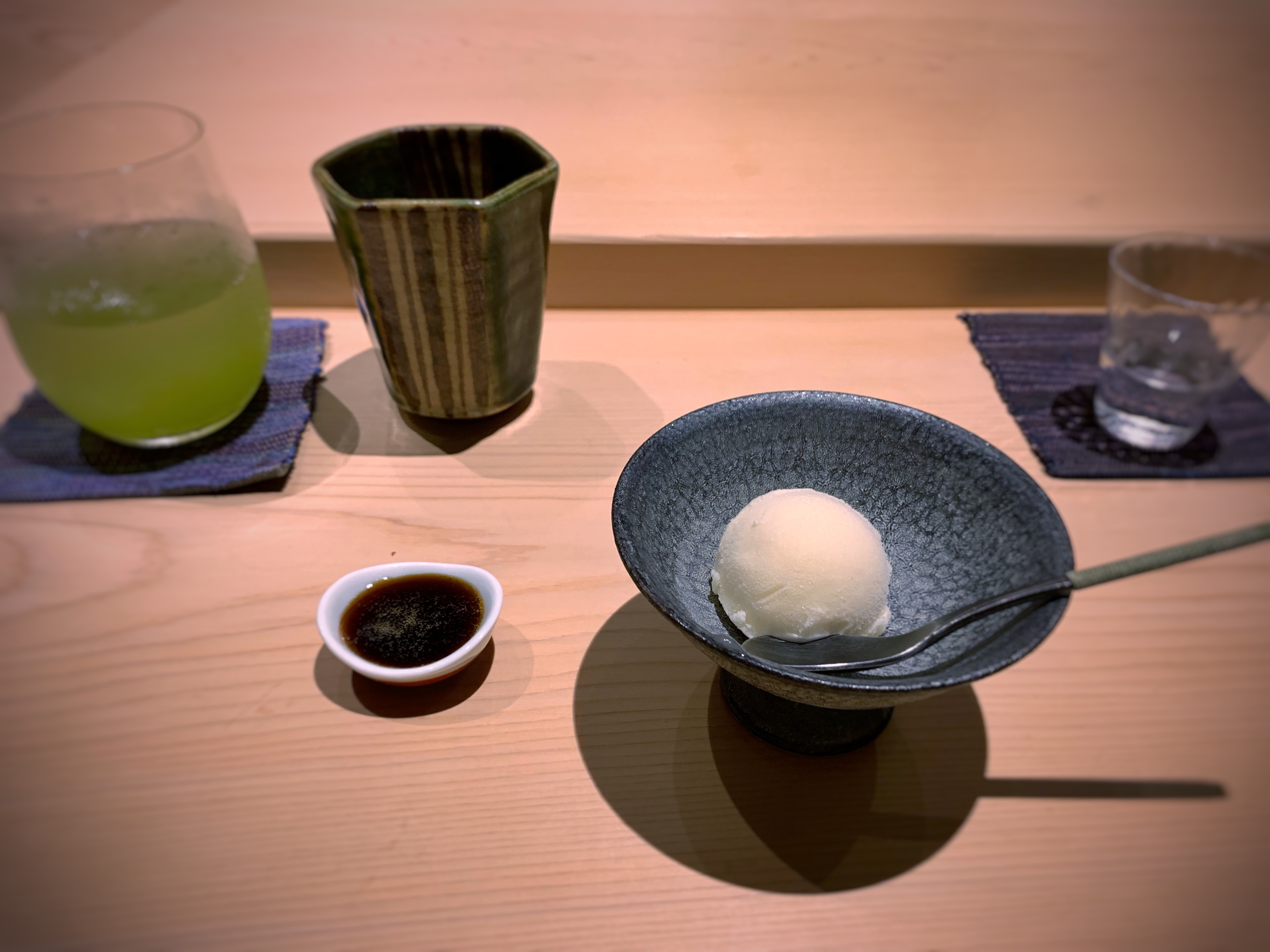
IJs geserveerd met kuromitsu.